# Марко Луццаго
Марко Луццаго (італ. Marco Luzzago; 23 червня 1950, Брешія, Ломбардія — 7 червня 2022, Мачерата) — італійський аристократ та підприємець, лейтенант великого магістерства Мальтійського ордена.

## Біографія
Народився в 1950 році в Брешії, здобув освіту в інституті францисканців в Брешії, а медичну в Падуанському та Пармскому університетах. Працював як бізнесмен, керуючи майновими справами сім'ї.
У 1975 році вступив в Мальтійський орден, відвідував паломництва Ордена, з 2011 року начальник юстиції в Великому Пріораті Риму.
З 2017 року радник Італійської Асоціації Мальтійського ордена.
У листопаді 2020 року переважною більшістю голосів був обраний лейтенантом великого магістерства.